# 룸펜스타
룸펜스타는 만화가 고리타가 데뷔 초기, 디씨인사이드의 카툰갤러리와 자신의 홈페이지에 연재하던 만화이다. 대형 할인점 시식 코너에서 영양을 보충하고 방세를 낼 때가 되면 옥상에 숨는 처지지만, 언젠가 유명 만화가가 되어 백수 신세를 벗어날 꿈을 갖고 사는 주인공을 익살과 연민이 깃든 4컷 만화로 그려내고 있다.
2004년에 시공사에서 단행본이 나왔다.

## 웹툰 1세대
디씨인사이드의 카툰갤러리에서 활동한 동시대의 작가로는 폐인 시리즈의 김풍, 알타리 서비스의 메가쑈킹 등이 있다. 고리타는 김풍이나 메가쑈킹처럼 큰 인기를 끌지는 못했으나, 룸펜스타를 통해 웹툰의 태동기에 많은 사람들에게 존재감을 알릴 수 있었다. 
고리타가 2003년 웹에서 연재하던 만화로는 룸펜스타(Lumpen Star), 엔키노이드(Nkinoid), 넥타이맨(Necktie Man), 알카리러브(Alkali Love) 등이 있다.

## 참고 문헌
- 번뜩이는 백수의 코드, <룸펜 스타> 인터넷 만화의 용광로 디씨 카툰 갤러리1- 고리타, 2003.11.18
- 신간만화 룸펜스타, 여성동아 2004년 4월 1일